# Levenius
Levenius är ett svenskt efternamn.
Den 31 december 2022 fanns 25 personer med efternamnet i Sverige.

## Personer med efternamnet Levenius
- Eva Levenius (1899–1946), finländsk målare
- Gertrude Levenius (född 1935), svensk generalkonsul
- Gunhild Levenius (1932–2020), svensk vinproducent och ägare av Château Bernadotte
- Gunnar Levenius (1893–1970), svensk militär

## Släkten Levenius från Västmanland

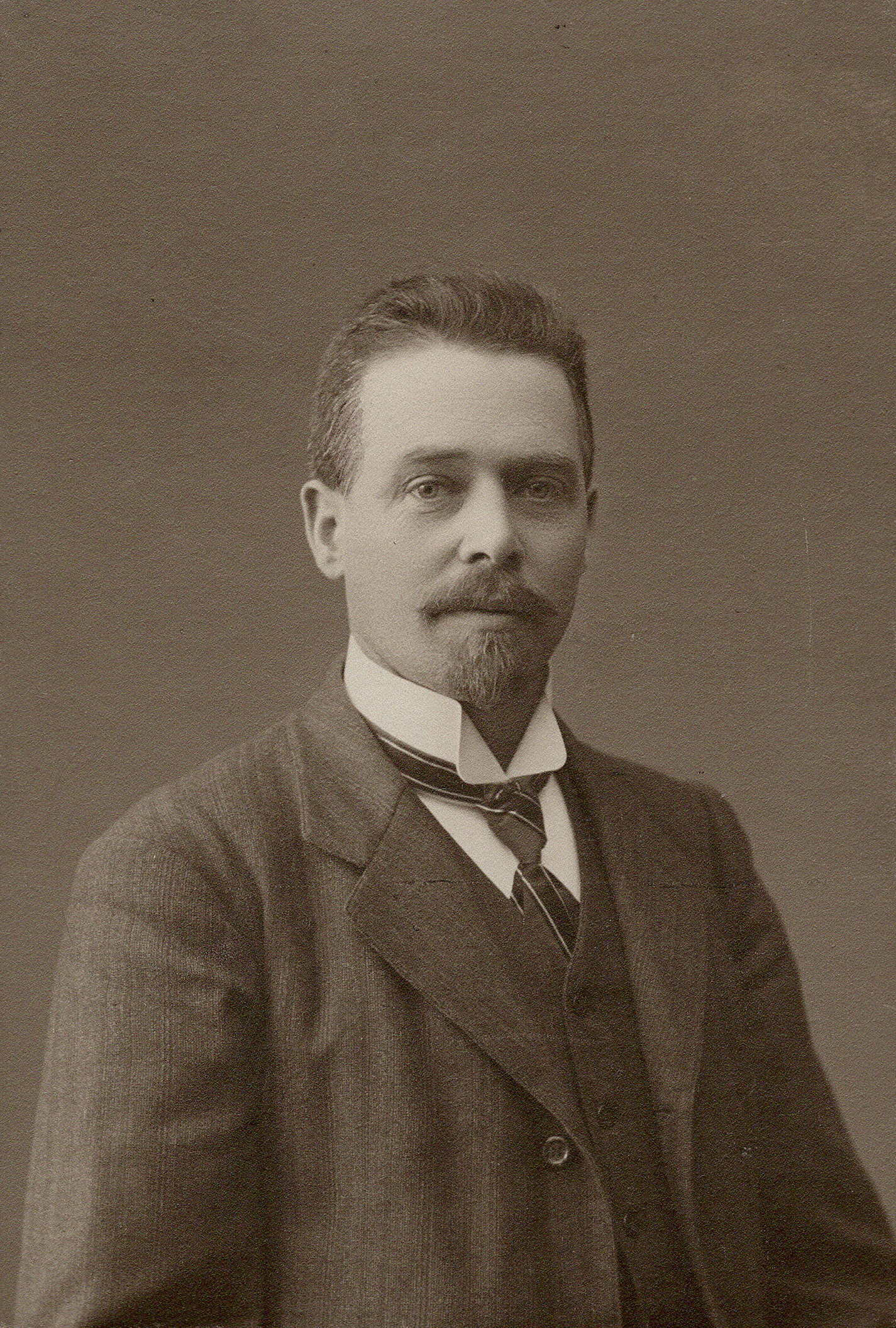
Herman Levenius (1867-1941) var den första i släkten att bära efternamnet.

Denna släkts stamfader är Lars Gustaf Nilsson (1831–1902) gift med Birgitta Kristina Persdotter (1835–1917) och bosatt i Strömsdal strax utanför Arboga. Deras son Lars Herman Gustafsson, född 1867 i Götlunda, var köpman i Arboga. Han tog efternamnet Levenius (ursprungligen stavat Lefvenius) senast år 1890.

### Stamtavla i urval
- Herman Levenius (1867–1941), handlande
  - Gunnar Levenius (1893–1970), överste
    - Gunhild Eklund (1932–2020), vinproducent, gift med Curt Eklund (1917–2010), industriman
    - Gertrude Carrington (född 1935), generalkonsul, gift med Ellsworth T. Carrington (1924–2014), bankir
    - Gustav Levenius (1939–2008), byrådirektör

## I populärkulturen
I Schamyl Baumans film Hemliga Svensson från 1933 går den så kallade uppbördstjuven under namnet ”doktor Levenius”.